# PGC 2564271
LEDA/PGC 2564271 ist eine Galaxie im Sternbild Drache am Nordsternhimmel. Sie ist schätzungsweise 354 Millionen Lichtjahre von der Milchstraße entfernt. Im selben Himmelsareal befinden sich die Galaxien NGC 6338, NGC 6345, NGC 6346, IC 4649.